# Чалнинское сельское поселение
Чални́нское сельское поселение — муниципальное образование в составе Пряжинского национального района Республики Карелия Российской Федерации. Административный центр — посёлок Чална.

## Население
| 2009  | 2010  | 2012  | 2013  | 2014  | 2015  | 2016  |
| ----- | ----- | ----- | ----- | ----- | ----- | ----- |
| 3184  | ↘3075 | ↗3190 | ↗3249 | ↗3278 | ↘3237 | ↗3277 |
| 2017  | 2018  | 2019  | 2020  | 2021  | 2023  |       |
| ↘3268 | ↘3249 | ↗3276 | ↗3303 | ↘3132 | ↗3147 |       |

## Населённые пункты
В сельское поселение входят 9 населённых пунктов:
| № | Населённый пункт | Тип населённого пункта | Население |
| - | ---------------- | ---------------------- | --------- |
| 1 | Виданы           | деревня                | ↗304      |
| 2 | Виллагора        | посёлок                | ↗75       |
| 3 | Виллагора        | станция                | →27       |
| 4 | Кутижма          | посёлок                | ↘89       |
| 5 | Кутижма          | станция                | →12       |
| 6 | Нижние Виданы    | деревня                | ↗38       |
| 7 | Падозеро         | деревня                | ↗7        |
| 8 | Падозеро         | станция                | ↗117      |
| 9 | Чална            | посёлок                | ↗2580     |